# 朴文一
朴文一（1932年—），男，朝鲜族，中国历史学家，曾任延边大学校长，中国史学会理事，第六、七届全国人大代表。